# Jeffrey L. Harrigian

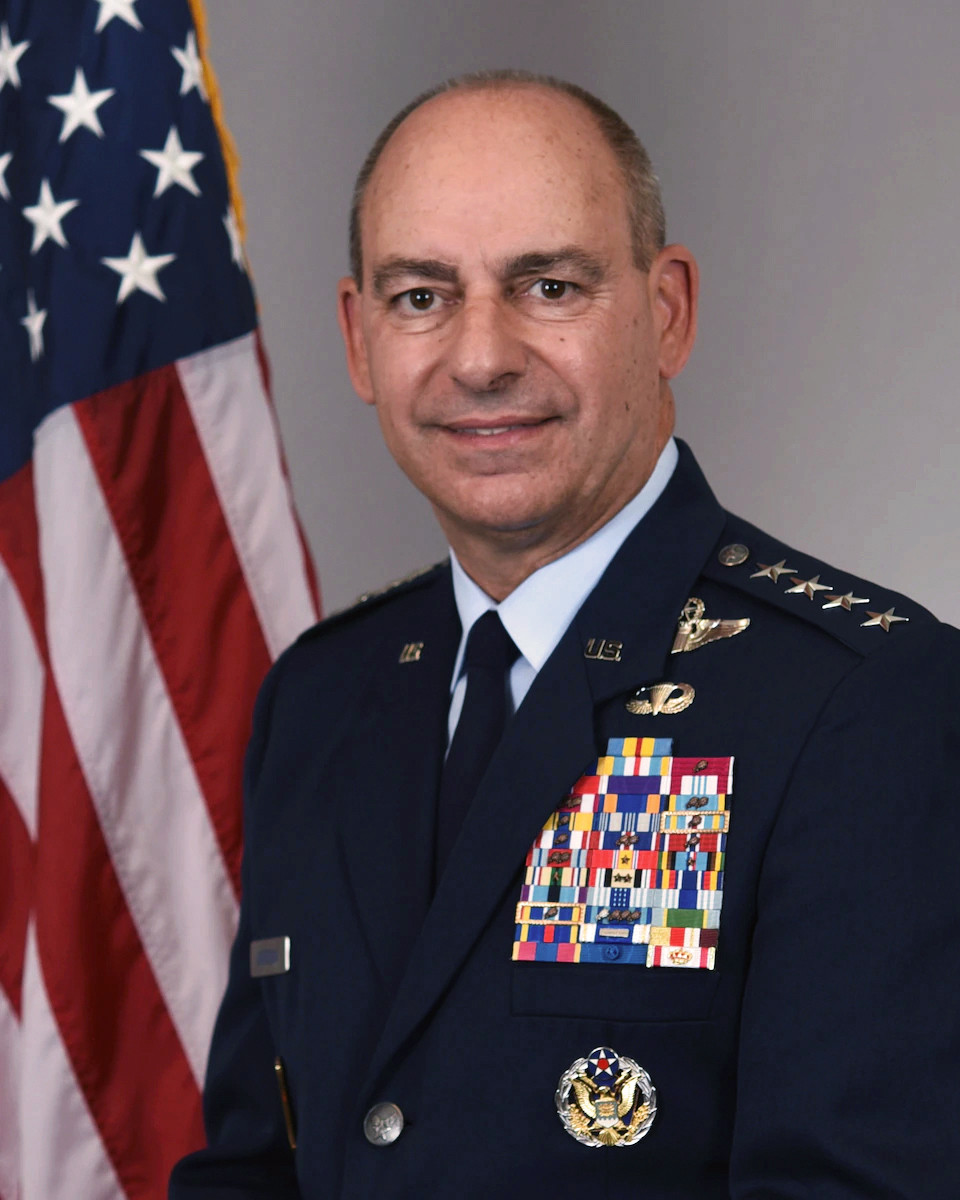
Jeffrey L. Harrigian (2022)

Jeffrey Lee Harrigian (* 1962) ist ein pensionierter General der United States Air Force. Er war unter anderem Kommandeur der United States Air Forces in Europe – Air Forces Africa.
Im Jahr 1985 absolvierte er die United States Air Force Academy in Colorado Springs. Nach seiner Graduation wurde er als Leutnant in das Offizierskorps der Air Force aufgenommen. In der Folge durchlief er alle Offiziersränge vom Leutnant bis zum Vier-Sterne-General.
Im Lauf seiner militärischen Karriere absolvierte er verschiedene Kurse und Schulungen. Dazu gehörten unter anderem eine Ausbildung zum Kampfpiloten und weitere Fortbildungskurse als Pilot von neuen Flugzeugtypen: die Squadron Officer School auf der Maxwell Air Force Base in Alabama, der U.S. Air Force Fighter Weapons Instructor Course auf der Nellis Air Force Base in Nevada, die Embry-Riddle Aeronautical University in Daytona Beach in Florida, das Command and General Staff College der United States Army in Fort Leavenworth in Kansas, das Air War College auf der Maxwell AFB, das Joint Forces Staff College, der Joint Force Air Component Commander Course, der Joint Flag Officer Warfighting Course, der Combined/Joint Force Special Operations Component Commanders Course und der Pinnacle Course an der National Defense University. Außerdem belegte er einen Kurs am George C. Marshall Zentrum für Sicherheitsstudien in Garmisch-Partenkirchen. Zudem erhielt er einen akademischen Grad von der University of North Carolina at Chapel Hill.
In seinen frühen Jahren als Offizier der Luftwaffe war er an verschiedenen Stützpunkten in den Vereinigten Staaten stationiert. Dabei war er als Pilot, Flugausbilder oder Stabsoffizier bei unterschiedlichen Einheiten tätig. Dazwischen absolvierte er die meisten der erwähnten Schulungen. In den Jahren 2005 bis 2007 war er Stabsoffizier beim Joint Warfare Center der NATO in Norwegen. Danach war er zwischen Juni 2007 und Juni 2008 auf der Langley Air Force Base stellvertretender Kommandeur des 1. Kampfgeschwaders (1st Fighter Wing). Daran schloss sich eine Versetzung nach New Mexico auf die Holloman Air Force Base an. Dort kommandierte Jeffrey Harrigian zwischen Januar 2008 und Juni 2010 das 49. Geschwader (49th Wing).
Im Juli 2010 wurde Harrigian nach Bagdad im Irak versetzt. Dort war er für ein Jahr Stabsoffizier in der J5-Abteilung des Hauptquartiers der US-Streitkräfte im Irak. In diese Zeit fiel am 11. November 2010 seine Beförderung zum Brigadegeneral. Es folgte eine Versetzung zum U.S. Air Forces Central Command, das praktisch identisch mit der 9. Luftflotte ist und auf der Shaw Air Force Base in South Carolina stationiert ist. Dort war er zwischen August 2011 und Januar 2013 Stabsoffizier. Gleichzeitig gehörte er auch dem Stab der dort stationierten 9th Air Expeditionary Task Force an.
Daran schloss sich eine Versetzung zum United States Central Command auf der MacDill Air Force Base in Florida an. Dort leitete Jeffrey Harrigian zwischen Februar 2013 und Juli 2014 die J3-Stabsabteilung für Operationen. Als Nächstes wurde er zum Pentagon versetzt, wo er Stabsoffizier in der Abteilung für Operationen im Hauptquartier der Luftwaffe wurde. Diese Aufgabe nahm er zwischen August 2014 und April 2015 wahr. Danach leitete er bis Juli 2016 das F-35 Integration Office. Dabei handelt es sich ebenfalls um eine Stabsabteilung im Hauptquartier der Luftwaffe.
Danach kehrte er zum Stab des U.S. Air Forces Central Commands bzw. der 9. Luftflotte zurück, deren Kommando er zwischen dem 22. Juli 2016 und dem 30. August 2018 innehatte. Nach dem Ende dieser Mission wurde Jeffrey Harrigian auf die Ramstein Air Base in Deutschland versetzt. Dort wurde er stellvertretender Kommandeur der United States Air Forces in Europe – Air Forces Africa und des Allied Air Commands das der NATO untersteht. Am 1. Mai 2019 erhielt er als Nachfolger von Tod D. Wolters das Kommando über diese beiden Einheiten, das er bis zum 27. Juni 2022 innehatte. Nachdem er seine Ämter an seinen Nachfolger James B. Hecker übergeben hatte, schied Harrigian aus dem aktiven Militärdienst aus. Während seiner Zeit als aktiver Kampfpilot brachte er es auf über 4,100 Einsatzstunden auf verschiedenen Flugzeugtypen.

## Daten der Beförderungen
| Abzeichen | Rang               | Jahr              |
| --------- | ------------------ | ----------------- |
|           | Second Lieutenant  | 29. Mai 1985      |
|           | First Lieutenant   | 29. Mai 1987      |
|           | Captain            | 29. Mai 1989      |
|           | Major              | 1. Januar 1997    |
|           | Lieutenant Colonel | 1. Mai 2000       |
|           | Colonel            | 1. Februar 2006   |
|           | Brigadier General  | 11. November 2010 |
|           | Major General      | 7. Februar 2014   |
|           | Lieutenant General | 22. Juli 2016     |
|           | General            | 1. Mai 2019       |

## Orden und Auszeichnungen
Jeffrey Harrigian erhielt im Lauf seiner militärischen Laufbahn unter anderem folgende Auszeichnungen:
- Defense Distinguished Service Medal
- Air Force Distinguished Service Medal
- Defense Superior Service Medal
- Legion of Merit
- Bronze Star Medal
- Defense Meritorious Service Medal
- Meritorious Service Medal
- Air Medal
- Aerial Achievement Medal
- Air Force Commendation Medal
- Air Force Achievement Medal
- Purple Heart
- Joint Meritorious Unit Award
- Combat Readiness Medal
- National Defense Service Medal
- Armed Forces Expeditionary Medal
- Southwest Asia Service Medal
- Iraq Campaign Medal
- Global War on Terrorism Service Medal
- Humanitarian Service Medal
- NATO-Medaille
- Ordre national du Mérite (Frankreich)
- Médaille de la Défense nationale (Frankreich)
- Luftwaffen-Verdienstkreuz (Spanien)

Hinzu kommen noch zahlreiche Ordensbänder (Ribbons).